# Great Cumbrae

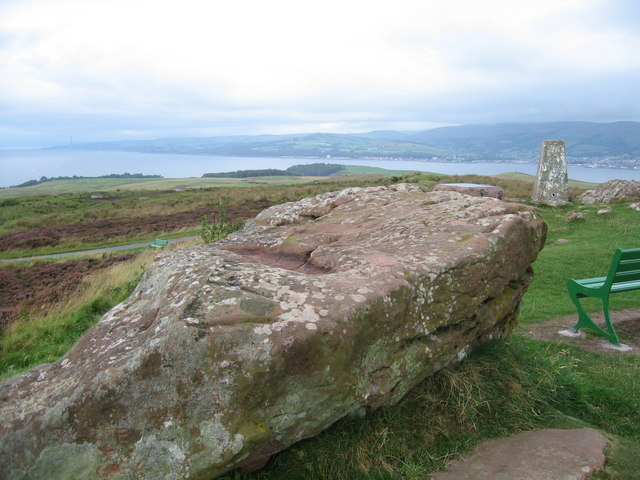
Der Glaid Stone ist ein Findling

Great Cumbrae (Schott.-gäl. Cumaradh Mòr) oder Isle of Cumbrae (es gibt eine kleine Schwesterinsel namens Little Cumbrae Island) ist eine kleine Insel im Firth of Clyde an der schottischen Westküste, rund 20 Fährminuten von Largs entfernt.
2011 lebten 1376 Personen auf Great Cumbrae. Hauptort der Insel ist Millport. Dort befindet sich auch die Hauptattraktion der Insel – die Cathedral of The Isles, die kleinste Kathedrale Europas. Weitere Sehenswürdigkeiten sind ein bemalter Felsen namens Crocodile Rock an der Nordküste sowie das Marine Life Museum im Südosten. Höchste Erhebung ist der Glaid Stone im Zentrum der Insel mit einer Höhe von 127 m. Von dort aus hat man bei gutem Wetter Ausblick auf das Festland, auf die Inseln Bute und Arran sowie auf die Halbinsel Kintyre.